# Araitz
Araitz – gmina w Hiszpanii, w Nawarze, o powierzchni 38,81 km². W 2011 roku gmina liczyła 568 mieszkańców.